# Ingmar Glanzelius
Ingmar Max Richard Glanzelius (* 20. September 1927 in Göteborg; † 28. März 2021) war ein schwedischer Jazzmusiker (Klarinette, Altsaxophon), Musikkritiker und Dramatiker.
Glanzelius gehörte als Altsaxophonist zunächst zu Estrads Elitorkester (Aufnahme 1947 mit Alice Babs). Mit der Band von Gösta Theselius kam es 1950 zu Aufnahmen (Ketopa / A-Tram). Daneben spielte er im Quintett von Kenneth Fagerlund. Er tourte auch mit Stan Getz in Schweden und ist 1951 bei einem Konzertmitschnitt mit Lee Konitz im Stockholmer konserthus auf dessen Album Sax of a Kind dokumentiert.
Glanzelius hat dann als Journalist über Musik geschrieben, insbesondere in Göteborgs-Posten und später in Dagens Nyheter, fühlte sich dabei aber weiterhin den Musikern verbunden. Er war bis 2004 für die Kulturredaktion von Dagens Nyheter tätig. Er schrieb zudem Theaterstücke für das Fernsehspiel und das Göteborger Stadttheater. Weiterhin verfasste er das Buch Sjätte Sinnet är Ditt: Om Jazz som personlig Spegling (1995), eine Sammlung von Betrachtungen und Rezensionen. Er schrieb überdies Begleittexte zu zahlreichen Jazzplatten wie Jazz på svenska.
Der Schauspieler Anton Glanzelius (* 1974) ist sein Sohn.